# 센난촌
센난촌(仙南村)은 아키타현 중앙부에 존재했던 촌이다. 헤이안시대 후기에 일어난 후3년의 역의 전쟁터가 되기도 했다.
```
2004년 11월 1일에 로쿠고 정, 센난 촌 로쿠고 정, 이 합병해 미사토 정이 탄생하여 소멸했다.
```

## 역사
- 1956년 9월 30일 - 이즈메 촌, 가나자와니시네촌과 합병해 성립하였다.
- 1971년 10월 6일 - 국도 13호가 개통하였다.
- 2004년 11월 1일 - 센하타정, 센난촌과 합병해 미사토정이 되었다.

## 인구
- 1960년…11,529명(1,992가구)
- 1965년…10,515명(2,024가구)
- 1970년…9,770명(2,035가구)
- 1975년…9,199명(2,010가구)
- 1980년…9,085명(2,007가구)
- 1985년…9,115명(1,993가구)
- 1990년…9,018명(1,979가구)
- 1995년…8,803명(2,003가구)
- 2000년…8,381명(2,028가구)

## 교통

### 철도
- 동일본 여객철도 오우 본선

### 도로
- 국도 13호